# Конерсвил (Индијана)
Конерсвил (енгл. Connersville) град је у америчкој савезној држави Индијана.

## Демографија
По попису из 2010. године број становника је 13.481, што је 1.93 (-12,5%) становника мање него 2000. године.
| Група             | 2000.          | 2010.          |
| Белци             | 14.740 (95,6%) | 12.820 (95,1%) |
| Афроамериканци    | 382 (2,5%)     | 286 (2,1%)     |
| Азијати           | 44 (0,3%)      | 43 (0,3%)      |
| Хиспаноамериканци | 100 (0,6%)     | 138 (1,0%)     |
| Укупно            | 15.411         | 13.481         |